# 创世纪诗社
創世紀詩社是1954年於高雄左營軍區成立的現代詩社，同年10月發行《創世紀》詩刊（後更名《創世紀詩雜誌》），由當時在高雄海軍服務的三位青年軍官張默、洛夫、瘂弦共同集資創辦，三人號稱「創世紀鐵三角」。
「創世紀詩社」與紀弦「現代派」、「藍星詩社」在1950年代鼎足而三， 因發跡於軍中，早期社員與組織具有鮮明的軍中色彩。歷經時代更迭，創世紀詩社與成立於1964年的笠詩社，是少數至今仍在運作的台灣重要詩社。
《创世纪诗刊》的出现，团结了一批台湾诗坛的现代诗人，形成了诗歌流派「创世纪诗群」。《创世纪诗刊》是今日《創世紀詩雜誌》的前身，《創世紀詩雜誌》由「創世紀詩雜誌社」發行。
创世纪诗社曾经是台湾最大、持续时间最长的现代诗歌文学团体，在1960年代成为台湾诗坛超现实主义的集聚地。

## 詩社發展
1954年8月，在高雄左營砲兵隊服務的張默，於高雄大業書店翻閱張秀亞散文集《三色堇》時，看到「創世記」三字甚為喜愛，遂興起創辦詩刊的念頭，翌日隨即到海軍所屬印刷廠估價，並聯繫鳳山海軍陸戰隊的洛夫，議定於10月出版，並於軍中小報《戰士報．副刊》發布創刊及邀稿訊息。1955年第2期起，瘂弦加入編輯行列，三人主編《創世紀》詩刊30年。
張默、洛夫、瘂弦三人主編《創世紀》詩刊時期，略可分為三個階段：1950年代「新民族詩型」；1960年代「超現實主義」，以及1970年代「反鄉土」純粹時期。
1954年10月到1958年4月，《創世紀》詩刊採32開，共出刊10期。此時期推出「新民族詩型」，主張形象第一，意境至上，強調中國風，東方味，兼顧「橫的移植」與「縱的繼承」。
1959年4月第11期擴版為20開本。此時紀弦所主導的《現代詩》逐潮消沈，《創世紀》轉向現代主義，開始宣揚「超現實主義」，加強詩論、譯述，網羅《現代詩》、《藍星》詩人，不再鼓吹「新民族詩型」，提出詩的「世界性」、「超現實性」、「獨創性」與「純粹性」。
1969年1月出刊第29期後暫時休刊，1972年9月復刊號第30期，詩社遷址台北，擴大為同仁詩誌。此時期的背景是：政治上，台灣退出聯合國與保釣運動；文壇則以關傑明、唐文標所掀起的「現代詩論戰」（又稱「關唐事件」）引發對現代詩創作風格的討論。1972年張默重提新民族詩型，1974年8月洛夫針對現代詩論戰以〈斥「工農兵文藝」〉反對寫實主義立場，重申現代主義美學觀點。
1985年4月第66期起，《創世紀》改由沈志方、侯吉諒、江中明等人主持編務。1980年代中後期恰逢解嚴前後，兩岸開放探親，文化交流也至此頻繁，《創世紀》將觸角延伸到兩岸詩及詩論比較。1990年代後，回應解嚴後台灣社會多元的民主社會現狀，以及跨世紀、跨媒介時代特徵，創世紀詩社亦開啟各種與國際、本土的對話，刊出「散文詩」、「旅遊詩」、「詩寫九二一臺灣大地震」及「臺灣早期等人略論」等特輯。

## 出版
- 《創世紀詩選（1954-1984）》（瘂弦等編）

- 《創世紀四十年詩選（1954-1994）》（洛夫、沈志方編）

- 《創世紀詩選第二集（1984-1994）》（辛鬱等編）

- 《Dear Epoch（創世紀詩選1994-2004）》（李進文、須文蔚編）

- 《他們怎麼玩詩?——創世紀五十周年精選（1994-2004）》

- 《創世紀．創世紀1954-2008圖像冊》（張默等九人合編，2008）